# Михаил Великий Комнин
Михаил Великий Комнин (ср.-греч. Μιχαήλ Μέγας Κομνηνός, 1285, Трапезунд — после 1355, Константинополь) — император Трапезунда в 1344—1349 годах из династии Великих Комнинов, сын императора Иоанна II и его супруги, византийской принцессы Евдокии из династии Палеологов. Пришёл к власти в результате военного переворота, устроенного главой семьи Схолариев Никитой против его же сына Иоанна III.

## Биография
Михаил Великий Комнин родился в 1285 году в городе Трапезунде, столице одноимённой империи. Он был младшим из двух сыновей трапезундского императора Иоанна II из династии Великих Комнинов, который правил в 1280—1285 и 1287—1297 годах и его супруги, византийской принцессы Евдокии из династии Палеологов. В 1297 году император Иоанн скончался и пришедший к власти его старший сын Алексей стал императором. Взойдя на престол, он отправил Евдокию вместе с Михаилом к её родне в Константинополь. Там его взял под свою опеку дядя, император Византии Андроник II из династии Палеологов. Власти Константинополя значительно повлияли на мальчика. Установившиеся между Византией и Трапезундом прочные династические связи стали одной из главных причин последующего воцарения Михаила. Михаил рос в столице Византии, женился на Акрополице — внучке Георгия Акрополита.
В 1341 году в Трапезунде скончался император Василий Великий Комнин, и править стала его вдова Ирина, незаконнорождённая дочь византийского императора Андроника III Палеолога. Так как она не принадлежала к правящей в Трапезунде династии Комнинов, и её положение было шатким, то Ирина попросила отца подыскать ей мужа, на которого можно было бы опереться. Император Андроник в этом же году скончался и на трон Византии взошёл малолетний Иоанн V Палеолог, но проблема никуда не делась, и регентский совет решил, что мужем Ирины должен стать Михаил Комнин, обладающий законными правами на трапезундский престол.
30 июля 1341 года три галеры Никиты Схолария и Григория Мейцомата доставили Михаила в Трапезунд, и тут выяснилось, что, оказывается, в результате народного восстания Ирина была свергнута, а на трон взошла племянница Михаила — Анна. Тем не менее Михаил был законным наследником престола, и многие жители столицы признали его императором и проводили во дворец. Но Анна и её сторонники не желали расставаться с властью, и ночью Михаил был схвачен и вывезен сначала в Инои, а потом — в Лимнию, где содержался в заключении у великого дуки евнуха Иоанна.
Никита Схоларий в 1342 году доставил из Константинополя в Трапезунд сына Михаила Иоанна и помог ему свергнуть Анну и захватить трон. Однако Иоанн оказался слабым и некомпетентным правителем, заинтересованным лишь в развлечениях; он не предпринял никаких усилий для освобождения отца. В 1344 году Никита Схоларий освободил Михаила Комнина и, вернувшись с ним в Трапезунд, изгнал Иоанна в монастырь святого Саввы (где тот был помещён под византийскую охрану), а Михаила короновал императором.
Михаил дал Никите титул великого дуки и был вынужден подписать документ, передававший Схоларию и его людям практически всю власть в империи: требовалось их согласие по всем официальным делам. Однако жители Трапезунда вскоре восстали против олигархического правления схоларесцев, и Михаил, воспользовавшись ситуацией, в 1345 году арестовал Никиту Схолария. Своего сына Иоанна, чтобы тот не стал знаменем оппозиции, он выслал в Константинополь, а оттуда — в Адрианополь, где тот содержался под стражей.
Воспользовавшись беспорядками в Трапезунде, турки в 1346 году совершили нападение, захватив Инои. В 1347 году в Трапезунд пришла «чёрная смерть», свирепствовавшая семь месяцев. В 1348 году последовало новое турецкое вторжение, но оно было отбито.
В том же году генуэзцы, в качестве мести за произошедшую за несколько лет до этого резню генуэзцев в Трапезунде, захватили Керасунду — второй по важности город империи. В мае 1349 года генуэзская экспедиция отправилась в Трапезунд из Каффы и уничтожила трапезундский флот; в ответ жители трапезундской столицы убили всех находившихся там западных торговцев. Михаилу удалось заключить мир с генуэзцами, но в обмен на Керасунду пришлось отдать крепость Леонкастрон. С этого времени торговые возможности Трапезунда практически сошли на нет, все его внешние связи по Чёрному морю контролировались генуэзцами.
Эти уступки генуэзцам подорвали авторитет больного Михаила, который оказался не способен справиться с упадком империи. 13 декабря 1349 года великий дука Никита Схоларий, которого Михаилу пришлось освободить из-под стражи, сверг Михаила и посадил на трон Иоанна, сына императора Василия, который взял тронное имя «Алексей III». Смещённого Михаила заставили постричься в монахи монастыря святого Саввы. В 1351 году он был выслан в Константинополь.
В 1355 году византийский император Иоанн V Палеолог освободил Михаила, и он направился в Трапезунд, надеясь вернуть трон. Попытка провалилась, и он вернулся в Константинополь доживать свой век. О дальнейшей его судьбе подробных сведений не сохранилось.